# Zandhoenders (familie)
Zandhoenders (Pteroclidae) zijn een familie van vogels. De familie telt 16 soorten. De wetenschappelijke naam van de familie is voor het eerst geldig gepubliceerd in 1831 door Bonaparte.
Hoewel ze op hoenders lijken, vormen de zandhoenders een aparte orde  Pterocliformes  (zandhoenderachtigen).

## Verspreiding en leefgebied
Zandhoenders leven in de droge gebieden in Afrika en Azië. 

## Leefwijze
Ondanks dat ze goed tegen droogte kunnen, moeten ze minstens één maal per dag drinken. Voor de volwassen dieren is dat geen probleem: die vliegen met gemak naar een drinkplaats. De jongen kunnen dat niet. De ouders dopen hun borstveren in het water zodat die doordrenkt raken. Zo vliegen ze weer terug en geven ze hun jongen 'de borst'.

## Soorten
De volgende geslachten zijn bij de familie ingedeeld:

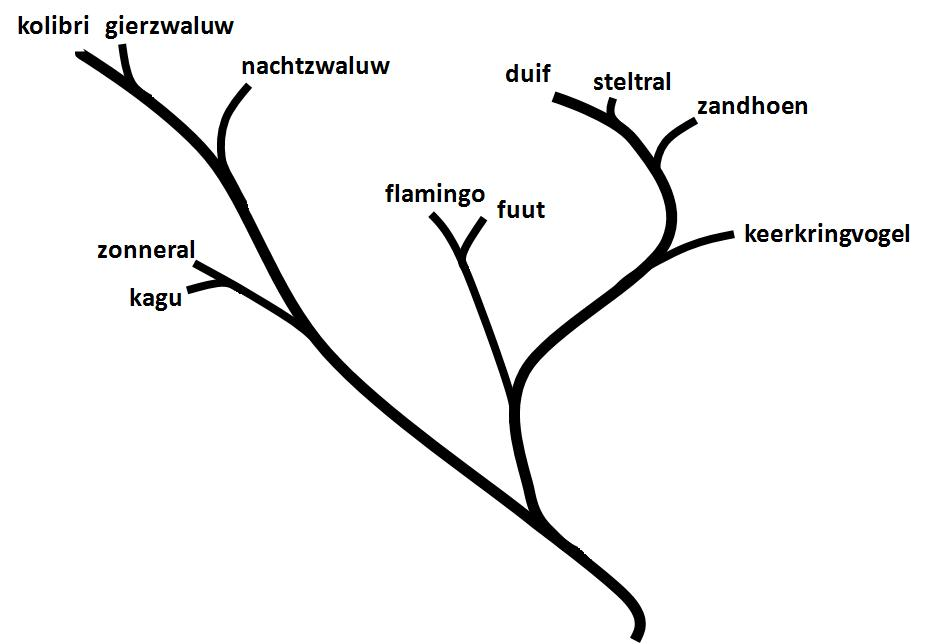
Plaats van de zandhoenders in de stamboom van de vogels volgens het DNA-onderzoek van Hackett et al. (2008)

- Syrrhaptes (2 soorten steppehoenders)
- Pterocles (14 soorten zandhoenders)

Accipitriformes (roofvogels en gieren, exclusief valken) · Aegotheliformes (dwergnachtzwaluwen) · Anseriformes (eendachtigen) · Apodiformes (gierzwaluwen en kolibries) · Apterygiformes (kiwi's) · Bucerotiformes (neushoornvogels) · Caprimulgiformes (nachtzwaluwen) · Cariamiformes (seriema's) · Casuariiformes (kasuarissen en emoe) · Charadriiformes (steltloperachtigen) · Ciconiiformes (ooievaarachtigen) · Coliiformes (muisvogels) · Columbiformes (duiven) · Coraciiformes (scharrelaars) · Cuculiformes (koekoekachtigen) · Eurypygiformes (kagoe en zonneral) · Falconiformes (valken en caracara’s) · Galliformes (hoenderachtigen) · Gaviiformes (duikers) · Gruiformes (kraanvogelachtigen) · Leptosomiformes (koerol) · Mesitornithiformes (steltrallen) · Musophagiformes (toerako's) · Nyctibiiformes (reuzennachtzwaluwen) · Opisthocomiformes (hoatzin) · Otidiformes (trappen) · Passeriformes (zangvogels) · Pelecaniformes (pelikanen, reigerachtigen, ibissen en lepelaars) · Phaethontiformes (keerkringvogels) · Phoenicopteriformes (flamingo's) · Piciformes (spechtachtigen) · Podargiformes (kikkerbekken) · Podicipediformes (futen) · Procellariiformes (buissnaveligen) · Psittaciformes (papegaaiachtigen) · Pterocliformes (zandhoenders) · Rheiformes (nandoes) · Sphenisciformes (pinguïns) · Steatornithiformes (vetvogel) · Strigiformes (uilen) · Struthioniformes (loopvogels o.a. struisvogel) · Suliformes (slangenhalsvogels, fregatvogels, aalscholvers en janvangenten) · Tinamiformes (stuithoenders) · Trogoniformes (trogons)

 Portaal Vogels · Indeling van de vogels